# セントルイス・ボンバーズ
セントルイス・ボンバーズ（St. Louis Bombers）は、かつてアメリカ合衆国ミズーリ州セントルイスに存在したプロバスケットボールチーム。1946年に創設され、1950年に解散した。

## 歴史
1946年、創設と同時にBAAに加盟。オールBAA2ndチームに3年連続で選出されたジョニー・ローガンを擁し、1948年にディビジョン優勝を飾った。1949年のドラフトでは地域指名で後に殿堂入りするエド・マコーレーを獲得した。しかし経営難に陥り、1950年に解散した。
BAA及びNBAでの戦績は、122勝115敗（勝率.515）、プレーオフ進出3回であった。